# 帕爾帕县
帕尔帕县（羅馬化：Pālpā Jillā Listenⓘ ）是尼泊尔的七十七个县之一，隶属于蓝毗尼省。该以坦森为行政中心，占地面积1,373平方公里，2021年人口为245,027 人。
帕尔帕县距离博卡拉不远，乘坐巴士即可轻松到达。帕尔帕是印度教森王国的首都，该王国从16 世纪开始统治该地区近300年，因此帕尔帕县的行政中心被称为“坦森”（羅馬化：Tānsen）。